# The City of Beautiful Nonsense (film fra 1909)
The City of Beautiful Nonsense er en britisk stumfilm fra 1919 af Henry Edwards.

## Medvirkende
- Henry Edwards som John Grey
- Chrissie White som Jill Dealtry
- James Lindsay som Skipworth
- Henry Vibart som Thomas Grey
- Gwynne Herbert som Mrs. Grey